# Styrax oblongus
Styrax oblongus là một loài thực vật có hoa trong họ Bồ đề. Loài này được (Ruiz & Pav.) A. DC. miêu tả khoa học đầu tiên năm 1844.